# Cataratas de Wilberforce
As Cataratas de Wilberforce são uma queda de água de quase 60 metros (197 pés) de altura, localizada no rio Hood em Nunavut, Canadá. As quedas são uma das poucas grandes cachoeiras a norte do Círculo Polar Ártico.
Receberam o nome em homenagem a William Wilberforce, político britânico, defensor da abolição da escravatura.